# Hendrik Herregouts
Hendrik Herregouts, ook soms Herregoudts geschreven (Mechelen, 1633 -  Antwerpen 1704), was een Zuid-Nederlands kunstschilder.

## Oorsprong en levensloop
Hendrik Herregouts was de zoon van David Herregouts, die in 1603 in Mechelen geboren was als zoon van Sebastiaan Herregouts en Elisabeth De Gorter, dochter uit een brouwersfamilie. Hij huwde met Cecile Geniets uit een beenhouwersfamilie. In 1646 vertrok hij naar Roermond, waar hij een succesvolle schildersloopbaan doorliep en er overleed in 1663. David en Cecile Herregouts hadden drie, waarschijnlijk vier zonen die kunstschilder werden. 
Hendrik Herregouts had een wat hortende loopbaan, met veel verhuizingen, wellicht gevolg van enigszins moeilijke verhoudingen met zijn twee opeenvolgende echtgenoten. Tussen 1680 en 1690 woonde hij enkele jaren in Brugge, waar hij heel wat werk naliet. 
Zijn drie broers waren: 
- Willem Herregouts (waarschijnlijk Mechelen 1640 - Amiens 1711) die zich als kunstschilder ging vestigen in Amiens en zijn naam verfranste in Guillaume Hergosse of Herregosse.
- Jan Baptist Herregouts (1646-1721) die zijn loopbaan als kunstschilder vooral in Brugge doorliep.
- Maximiliaan Herregouts, die in het laatste kwart van de 17de eeuw schilderde, maar over wie weinig méér bekend is.

## Werken
Van Herregouts zijn volgende schilderwerken in Brugge bekend:
- Portret van voogd Wynckelman (Oud Sint-Janshospitaal),
- Portret van schutterskoning Van Pee (Sint-Sebastiaansgilde, Carmersstraat),
- Het Laatste Oordeel (Sint-Annakerk),
- H. Nicolaas (Sint-Jacobskerk),
- De Goede Herder (Onze-Lieve-Vrouwekerk)
- Visioen van Sint Augustinus (OCMW Brugge).

Het Laatste Oordeel kan als zijn meesterwerk beschouwd worden: een dramatisch schilderwerk van aanzienlijke afmetingen.

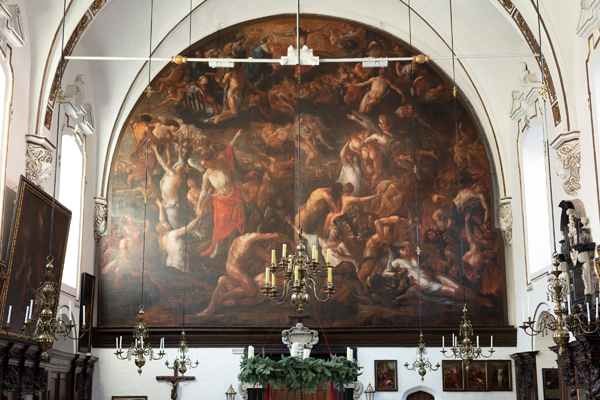
Laatste oordeel (Sint-Annakerk)
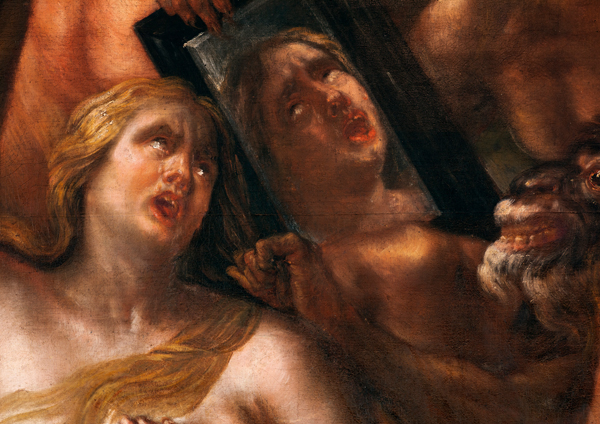
Laatste oordeel (detail)
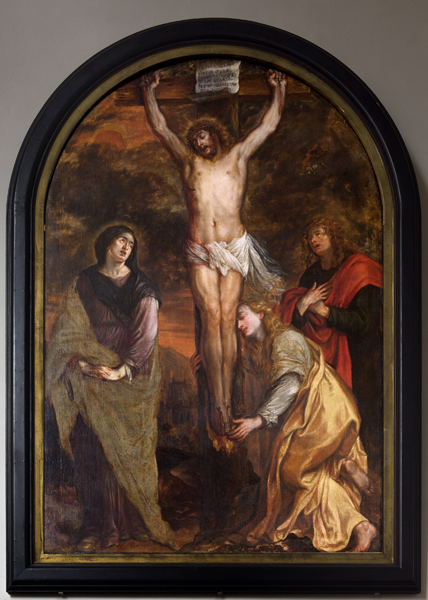
Kruisiging (Waregem)
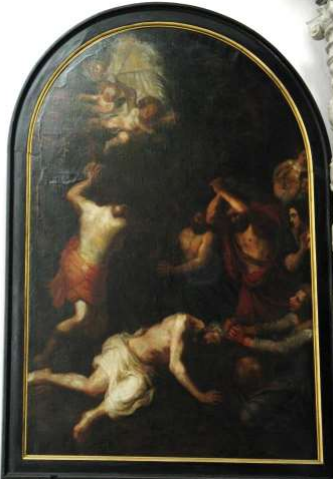
Martelaarschap van de H. Matteus (Antwerpen)
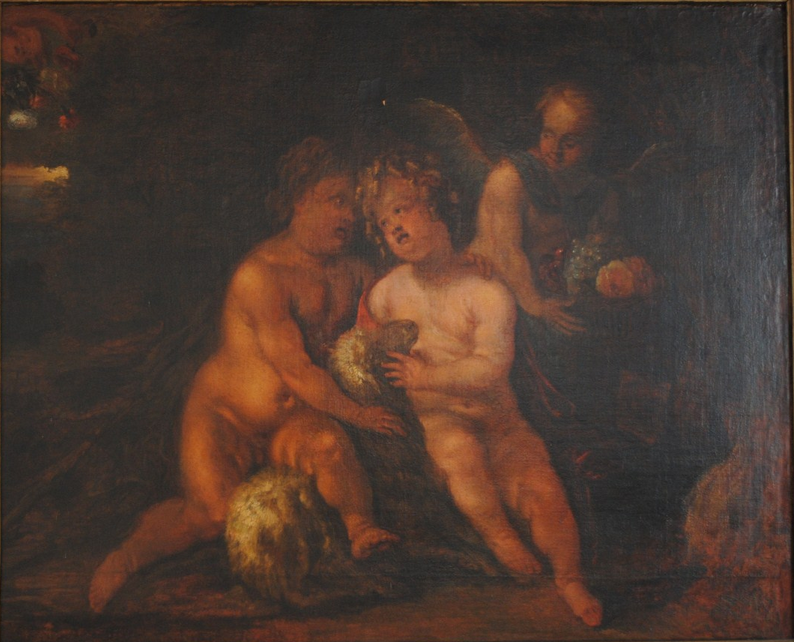
Christus en St. Johannes de Doper als kinderen met een engel (1659), Stadsmuseum Gent
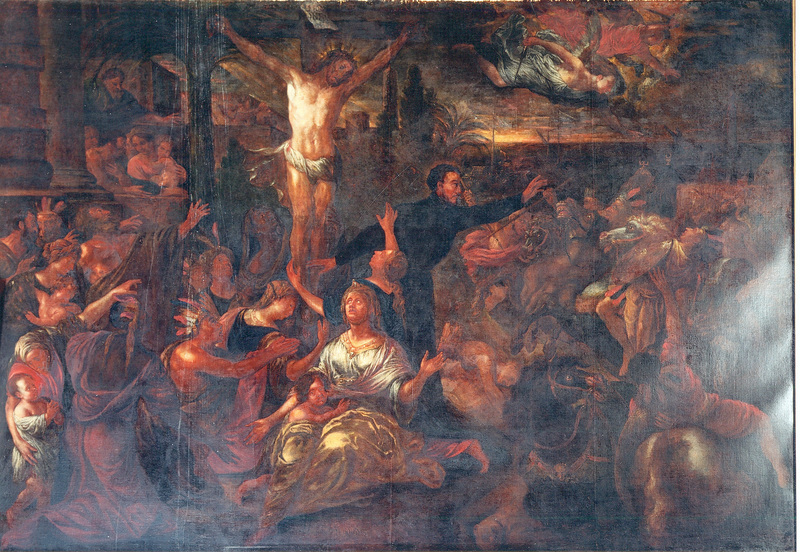
De overwinning van het kruis (1691-1710), St. Pieter en Pauluskerk, Mechelen

- Biografisch Portaal: 37583570
- Digitale Bibliotheek voor de Nederlandse Letteren: herr012
- Gemeinsame Normdatei: 174164521
- International Standard Name Identifier: 0000 0000 6903 4437
- RKD-Nederlands Instituut voor Kunstgeschiedenis: 37888
- Union List of Artist Names: 500050580
- Virtual International Authority File: 96019156
- WorldCat: E39PBJfcJ8X3wWhGJwdjHjPJDq